# Hannes F. Paulus
Hannes F. Paulus (* 17. Oktober 1943 in Berlin-Schöneberg) ist ein deutsch-österreichischer Zoologe und Hochschullehrer.

## Wirken
Paulus studierte Biologie, Physik, Chemie und Philosophie an den Universitäten Mainz und Wien. 1971 wurde er in Wien bei Friedrich Schaller zum Dr. phil. promoviert.
Danach war er von 1972 bis 1981 wissenschaftlicher Assistent am Institut für Biologie I der Universität Freiburg bei Günther Osche, wo er sich 1981 für das Fach Zoologie habilitierte. Ab 1981 war Paulus Professor am Freiburger Institut und leitete die Abteilung für Elektronenmikroskopie. Weiter zeichnete er für Lehrveranstaltungen in allgemeiner Zoologie, Evolutionsbiologie, Entomologie und Ökologie verantwortlich und leitete zahlreiche faunistische Exkursionen.
1991 wurde Paulus Ordinarius für Zoologie als Leiter des von ihm neu gegründeten Departments für Evolutionsbiologie an die Universität Wien berufen, 2013 wurde er emeritiert.

## Arbeitsgebiete
- Phylogenie der Gliederfüßer
- Verbreitung und Systematik der Orchideengattung Ophrys
- Bestäubungsbiologie europäischer Orchideen
- Duftkommunikation
- Hummeln und Hummelzönosen als Bestäuber in Pflanzengesellschaften
- Systematik und Biologie europäischer Käfer mit Schwerpunkt der Pillenkäfer, Werftkäfer und Moorweichkäfer
- Larvalsystematik der Käfer

## Mitgliedschaften und Ehrungen
- 1982–1991 Mitglied des European Committee for the „Conservation of Nature and Natural Resources“ (Invertebrata) des Europa-Rates (Straßburg).
- 1996–1999 Präsident der Österreichischen Entomologischen Gesellschaft
- seit 2021 Mitglied des Österreichischen Wildbienenrates

## Publikationen
- mit Johann Neumayer: Ökologie alpiner Hummelgemeinschaften: Blütenbesuch, Ressourcenaufteilung und Engergiehaushalt. Untersuchungen in den Ostalpen Österreichs. In: Stapfia. 1999, S. 1–246 (zobodat.at [PDF]).
- mit Georg Glaeser: The Evolution of the Eye. Springer International, 2015.
- mit Georg Glaeser und Werner Nachtigall: Die Evolution des Fliegens – Ein Fotoshooting. Springer-Verlag, Berlin/Heidelberg, 2017, ISBN 978-3-662-49898-9.